# August Åkesson
August Edvin Åkesson, född 30 oktober 1889 i Malmö, död 17 juni 1938 i Göteborg, var en svensk journalist och politiker.
Han var anställd på Arbetet 1909–18 och var ekonomidirektör för Ny Tid 1918-35. Mellan 1919 och 1920 satt han i andra kammaren.
Åkesson var i första hand aktiv inom Göteborgs kommunalpolitik, och var ordförande för drätselkammaren 1925-32.